# Ophioscion punctatissimus
 Ophioscion punctatissimus és una espècie de peix de la família dels esciènids i de l'ordre dels perciformes.

## Morfologia
- Els mascles poden assolir 25 cm de longitud total.[4][5]

## Alimentació
Menja principalment organismes bentònics.

## Hàbitat
És un peix marí, de clima tropical i demersal.

## Distribució geogràfica
Es troba a l'oceà Atlàntic occidental: Puerto Rico i des de Panamà fins al Brasil.

## Observacions
És inofensiu per als humans.